# Скай Світнам
Скай Александра Світнам (англ. Skye Alexandra Sweetnam; нар. 5 травня 1988) — канадська співачка, акторка та режисерка музичного відео. Вперше увійшла в мейнстрім у 2003 році, випустивши дебютний сингл «Біллі С.». Більш ніж через рік вийшов її дебютний альбом «Noise from the Basement» та сингли «Tangled Up in Me» і «Number One». Світнам відома також озвученням персонажів у «Щоденниках Барбі». У 2006 році вона була номінована на премію «Джуно» як нова виконавиця року. Її другий альбом «Sound Soldier» вийшов у 2007 році. Професійно відома під сценічним іменем Sever як співачка гурту «Sumo Cyco».

## Раннє життя
Народилася 5 травня 1988 року в родині Дейдри та Грега Світнамів. Була названа на честь острова Скай у Шотландії. Разом зі своєю сестрою Авророю та братом Камом виросла в Болтоні, громаді в Каледоні, Онтаріо, де з юних років навчалась танцям та співу; почала співати у п'ятирічному віці, виступаючи для членів родини та друзів.

## Музична кар'єра
У 2003 році Світнам співпрацювала з канадським продюсером та інструменталістом Джеймсом Робертсоном над тим, що згодом стане «Noise from the Basement», її дебютом Capitol Records / EMI. Сингл «Біллі С.» з'явився в липні 2003 року як саундтрек до фільму «Як бути» і швидко злетів у музичних чартах Канади. Ще два сингли були випущені з дебютного альбому; вони помірно виступали на чартах. У 2004 році Sweetnam вирушила в гастролі Європою та Північною Америкою як акт відкриття для Брітні Спірс на її турі по готелю Onyx.
Світнам надала тематичні пісні для різних телевізійних шоу, включаючи The Buzz on Maggie, Wayside та Radio Free Roscoe. Вона також висвітлювала "Частину твого світу " з фільму Діснея 1989 року «Русалка» для компіляційних альбомів «Діснейманія 3» та «Діснеї РеміксМанія». У 2006 році Світнам озвучила Барбі в «Щоденниках Барбі». Її пісні «Дівчина, яка найбільше схожа», «Зауважте до себе», «Справжнє життя» та «Це я», також були включені в саундтрек до «Барбі-щоденників».
У березні 2007 року фронтмен Sweetnam і Rancid Тім Армстронг випустив сингл Into Action, пісню, написану Армстронгом для майбутнього альбому Sound Soldier Sweetman. У пісні також виступили The Aggrolites. Sweetnam був початковим актом для турніру переможця Canadian Idol Калана Портера.
Її альбом Sound Soldier вийшов 30 жовтня 2007 року; її головний сингл, "Людина", був номінований на конкурс відеопремії MuchMusic у 2008 році за кращу кінематографію, але програв програмі "Їй так шкода" Гедлі. Для другого синглу EMI вибрав "(Let's Get Movin') Into Action", переробку її попереднього синглу з Armstrong. Sweetnam сама керувала двома музичними кліпами на «Music Is My Boyfriend» та «Babydoll Gone Wrong». Протягом 2009 та 2010 років вона випустила ряд пісень від Sound Soldier. Тим часом у своїх навчальних посібниках з макіяжу на YouTube Sweetnam використала пісні «Rock n 'Roll Baby», «Love Sugar Sweet», «Heartbreak», «Boomerang», «MuSick» та «Wolves and Witches». Sweetnam також випустила пісню під назвою «Залишайся», а також «Бумеранг», «MuSick» та «Вовки та відьми» на своїй сторінці MySpace.
Sweetnam також записала «Lava Rock» для відеоігри Super Monkey Ball: Step & Roll, надала вокал для пісні про альбом Джуна Сенуе, «The Works» і керувала музичним відеокліпом на пісню Лії Деніелс «Northern Señorita», що стосується пісні «Вибухнути». Sweetnam також написала дві пісні для Ashes.

### 2009— сьогодення: Сумо Кіко
Sweetnam почала працювати над новою музикою в 2009 році і створила новий гурт, Sumo Cyco, чотирискладовий хеві-метал і панк-рок-гурт, який відкрився для Hollywood Undead в Торонто в квітні 2011 року. Sweetnam тепер отримала ім'я Sever, яке було її нинішнім альтер-его.
Станом на 2012 рік, Sumo Cyco випустив шість синглів: «Милосердя», «Лимп», «Перехоплювач», «Небезпека», «Свободний гармат», а також обкладинку «Хто ти хочеш бути?» Оїнго Боїнго. З кожною новою піснею Sumo Cyco направляв і збирав свої музичні кліпи для свого каналу YouTube, який Станом на 2012 рік отримав понад мільйон переглядів.
Пісня Sweetnam "(Let'm Movin') Into Action" також використовувалася в епізоді канадської підліткової драми Degrassi: Наступне покоління, в одній видаленій сцені з «Bandslam» та у фільмах «Balls Out: Gary the Tennis Coach, Hotel for» Собаки та американський фільм «Рамона та Безус» (2010 р. Джої Кінг та Селена Гомес). Він також був включений у саундтрек до музики від Degrassi: The Next Generation.
9 червня 2012 року Sweetnam розмістила відео на своєму каналі YouTube, в якому пообіцяла, що з часом вийде новий матеріал.
У квітні та травні 2014 року Sumo Cyco гастролював у Ірландії та Великій Британії після виступів у Indie Week Ireland. Потім, 10 червня 2014 року, вони випустили свій дебютний альбом Lost in Cyco City у Канаді. Гурт все ще перебуває в процесі розробки дат випуску в інших країнах, зокрема в США, Ірландії та Великій Британії.
10 березня 2015 року Sumo Cyco оголосили, що вони підписали агентство бронювання TKO (The Kirby Organisation), відоме своїм представництвом хард-року та металу, для представництва у всьому світі.

## Фільмографія
| Рік      | Назва              | Роль          | Примітки                    |
| -------- | ------------------ | ------------- | --------------------------- |
| 2004 рік | Радіо Вільне Роско | Сідней Делука | Епізод: " Поганий хлопчик « |
| 2004 рік | Перемкнув!         | Сама          | Епізод: „Меган / Скай“      |
| 2006 рік | Щоденники Барбі    | Барбі         | „Співаючий голос“           |

## Дискографія
Скай Світнам
- Шум з підвалу (2004)
- Звуковий солдат (2007)

Сумо Кіко
- Загублений у місті Сіко (2014)
- Opus Mar (2017)

## Нагороди
| Рік  | Результат | Нагорода              | Категорія            | Висунута робота |
| ---- | --------- | --------------------- | -------------------- | --------------- |
| 2006 | Номінація | Нагороди Юнони        | Новий артист року    | Сама            |
| 2008 | Номінація | Відеопремія MuchMusic | Краща кінематографія | » Людський "    |